# Gemeentelijke herindelingsverkiezingen in Nederland 1955
Gemeentelijke herindelingsverkiezingen in Nederland 1955 geeft informatie over tussentijdse verkiezingen voor een gemeenteraad in Nederland die gehouden werden in 1955.
De verkiezingen werden gehouden in veertien gemeenten die betrokken waren bij een grenswijzigings- of herindelingsoperatie die werd doorgevoerd op 1 juli 1955.

## Verkiezingen op 25 mei 1955
- de gemeenten Hellendoorn en Wierden: grenswijziging;[1]
- de gemeenten Losser en Oldenzaal: grenswijziging.[1]

## Verkiezingen op 27 mei 1955
- de gemeenten Brakel, Poederoijen en Zuilichem: samenvoeging tot een nieuwe gemeente Brakel;[2][3]
- de gemeenten Gameren, Kerkwijk en Nederhemert: samenvoeging tot een nieuwe gemeente Kerkwijk;[2][3]
- de gemeenten Hurwenen en Rossum: samenvoeging tot een nieuwe gemeente Rossum;[2][3]
- de gemeenten Hemmen en Valburg: samenvoeging tot een nieuwe gemeente Valburg[3]

Door deze herindelingen daalde het aantal gemeenten in Nederland per 1 juli 1955 van 1008 naar 1002.